# Hydra – Verschollen in Galaxis 4
Hydra – Verschollen in Galaxis 4 (Originaltitel: The Doomsday Machine) ist ein US-amerikanischer Science-Fiction-Film aus dem Jahr 1972.

## Handlung
Eine Spionin entdeckt, dass die chinesische Regierung mit einer Weltvernichtungsmaschine die Erde in 72 Stunden vernichten will. Die USA beschließen, die geplante Mission zur Venus mit dem Raumschiff Astra zu stoppen. Die Hälfte der männlichen Besatzungsmitglieder wird durch Frauen, unter ihnen eine Russin, ersetzt.
Die Astra startet mit sieben Astronauten an Bord. Die Astronauten finden heraus, dass sie die menschliche Rasse erhalten sollen, sollten die Chinesen ihre Waffe wirklich einsetzen. Kurz danach wird die Erde zerstört.
Die Astra verfolgt ihren Kurs zur Venus. Der Besatzung wird allerdings klar, dass eine sichere Landung auf dem Nachbarplaneten nur gewährleistet ist, wenn die Besatzung auf drei Mitglieder reduziert wird. Einer der Astronauten fällt eine der Frauen an. Die sich wehrende Frau aktiviert versehentlich dabei die Öffnung der Luftschleuse, beide werden ins All geschleudert. Bei einem Außenbordeinsatz zur Reparatur des Raumschiffes werden zwei weitere Besatzungsmitglieder, eine von ihnen die Russin, von der Astra getrennt. Sie treiben auf ein verlassenes Raumschiff zu, das sich als ein vermisstes sowjetisches Raumschiff entpuppt, das von einem engen Freund der Russin geflogen wurde. Die beiden finden den Piloten tot vor, können jedoch das Raumschiff wieder starten. Allerdings wird der Funkkontakt zur Astra verloren.
Die beiden verbliebenen Astronauten im russischen Raumschiff hören eine Stimme, die sich als kollektives Bewusstsein der venusianischen Bevölkerung ausgibt. Sie behauptet, dass die Astra nicht mehr existiere. Wegen ihrer selbstzerstörerischen Natur ist es Menschen nicht erlaubt, die Venus zu betreten. Aber es gebe Leben hinter dem Universum.
Deutsche Synchronisation:
Nach dem Start des Raumschiffes Astra gibt die deutsche Synchronisation einen erheblich anderen Verlauf vor, der nur teilweise mit den englischen Original übereinstimmt.
Die Astra verfolgt ihren Kurs zur Venus. Durch Trümmerstücke der Erde muss die Besatzung aber den Kurs ändern in Richtung außerhalb des Sonnensystems, um einen neuen Planeten zu finden. Ihr erstes Ziel ist Sirus. Als sie in die Anziehungskraft von Pluto geraten wird der Besatzung nach Computerberechnungen allerdings klar, dass sie auf Pluto zerschellen werden, wenn sie den Kurs nicht ändern. Um ein neues Ziel, Zentaurus3 zu erreichen, muss die Besatzung aber auf drei Mitglieder reduziert werden. Einer der Astronauten fällt eine der Frauen an. Die sich wehrende Frau aktiviert versehentlich dabei die Öffnung der Luftschleuse, beide werden ins All geschleudert. Bei einem Außenbordeinsatz zur Reparatur des Raumschiffes werden zwei weitere Besatzungsmitglieder, eine von ihnen die Russin, von der Astra getrennt. Sie treiben auf ein verlassenes Raumschiff zu, das sich als ein vermisstes sowjetisches Raumschiff namens Swestia 2 entpuppt, das von einem engen Freund der Russin geflogen wurde. Die beiden finden den Piloten tot vor, können jedoch die Notenergie des Raumschiff wieder starten. Nach kurzem geht allerdings wird der Funkkontakt zur Astra verloren, welche vernichtet wird.
Die beiden verbliebenen Astronauten im russischen Raumschiff hören eine Stimme, die sich als kollektives Bewusstsein einer molekularen Lebensform ausgibt. Sie behauptet, dass die Astra nicht mehr existiere. Dieses kollektiv Bewusstsein kontrolliert ein Sternenreich von 10 Millionen Lichtjahren, sie versuchen hinter das Geheimnis von ausgebrannten Sonnen, die in dichten Materiekernen das Universum durchrasen, zu kommen, da diese ihr Reich durch ihre hohe Gravitation gefährden.
Die beiden Überlebenden sollen in das Bewusstseinskollektiv aufgenommen werden.

## Kritiken
Das Lexikon des internationalen Films urteilte: „Ein naiver Science-Fiction-Film, inszenatorisch und thematisch auf unterstem Groschenheftniveau.“

## Hintergrund
Die Produktion des Films begann im Januar 1967 unter der Regie von Herbert J. Leder. Das Projekt wurde wegen finanzieller Schwierigkeiten abgebrochen und erst 1972 wieder aufgenommen. In Deutschland kam der Film am 8. Juli 1976 in die Kinos.
Kleinere Nebenrollen spielten u. a. Ted Markland und Wayne Rogers.